# Lite sällskap
Lite sällskap är ett svenskt TV-program med Filip och Fredrik som började sändas den 6 september 2010 på Kanal 5. Programmet spelades in i Grums och Säffle i Värmland där fyra personer fick hjälp av Filip och Fredrik att hitta "lite sällskap".

## Huvudpersonerna
Huvudpersonerna i programmet som Filip och Fredrik hjälper är:
- Elin Aspenberg, 25, Grums
- Hans-Göran Mellroth, 59, Säffle
- Nina Engström, 41, Säffle
- Stellan Danielsson, 33, Säffle

## Avsnitt
| Nr | Titel                                                                        | Sändningsdatum    | Tittarantal |
| -- | ---------------------------------------------------------------------------- | ----------------- | ----------- |
| 1  | "Hallå, jag är i Säffle nu"                                                  | 6 september 2010  | 289 000     |
| 2  | "Vänta lite, jag har en sockersjuk hund"                                     | 13 september 2010 | 321 000     |
| 3  | "Då har jag bakgrundsmusik med och mini-discar och sånt"                     | 20 september 2010 | 240 000     |
| 4  | "Sprit dricker man inte. Man dricker öl då mår man gött"                     | 27 september 2010 | 319 000     |
| 5  | "Nu ska vi ta Minttu Minttu"                                                 | 4 oktober 2010    | 277 000     |
| 6  | "[Kinesiska tecken]-sista-minuten-ragg"                                      | 11 oktober 2010   | 316 000     |
| 7  | "Du är könsmogen i allafall"                                                 | 18 oktober 2010   | 328 000     |
| 8  | "Man får sitta ner och kissa, du får ju två strålar och det läker inte ihop" | 25 oktober 2010   | 279 000     |